# Bundesstraße 301
Die Bundesstraße 301 (Abkürzung: B 301) ist eine deutsche Bundesstraße in Bayern, die in zwei Teilstücken von Abensberg nach Fischerhäuser führt.

## Kosten
Für die Nordostumfahrung Freising sind (Stand: 2017) 25,7 Mio. Euro in den Haushalt eingestellt.

## Verlauf

### Nördliches Teilstück
Das nördliche Teilstück beginnt bei Abensberg und verläuft durch die Hallertau über Mainburg nach Freising. Von Abensberg bis Attenkirchen wird sie auch als Deutsche Hopfenstraße bezeichnet. Wegen des zunehmenden Verkehrs, unter anderem auf Grund der Anbindung des Flughafens München wurde eine fünf Kilometer lange Ortsumgehung um Au in der Hallertau gebaut und im Dezember 2011 für den Verkehr freigegeben. Seit 23. November 2020 ist die knapp vier Kilometer lange Nordostumfahrung von Freising eröffnet. Die Strecke zweigt bei Erlau von der bisherigen Straße ab und trifft bei Marzling auf die Staatsstraße 2350 (ehemalige B 11). Mit der Umwidmung der B 11 zwischen München und Moosburg zur Staatsstraße 2350 wurde bereits der Teil der B 11 zwischen dem bisherigen Ende der B 301 und Marzling, sowie der Autobahnzubringer (bisher B 11a) zur B 301 umgewidmet, so dass diese seitdem an der Anschlussstelle Freising-Ost endet.

### Südliches Teilstück
Das Teilstück südlich von Freising besteht seit 2013 und wird auch als Isarparallele bezeichnet. Die Bundesstraße beginnt an der Anschlussstelle Freising Mitte an der A 92 und endet in Fischerhäuser an der Bundesstraße 388. Sie ergänzt die Straßenanbindung des Flughafens und wurde aus der aufgestuften ehemaligen Kreisstraße FS 44 (A 92–Hallbergmoos) und einer 7,2 Kilometer langen Neubaustrecke gebildet, die zwischen 31. August 2009 und der Verkehrsfreigabe am 30. Juli 2013 mit einem Kostenaufwand von rund 29 Millionen Euro errichtet wurde.  Die neu gebaute Trasse zwischen Fischerhäuser und Goldach verläuft unmittelbar neben den Gleisen der Bahnstrecke München Ost–München Flughafen. Im Bereich der Anschlussstelle an den Flughafenzubringer von der A 92 kreuzt die Bundesstraße neben dieser Bahnstrecke auch die Neufahrner Spange, die zur Bahnstrecke München–Regensburg führt.

## Verkehrsaufkommen

### Südliches Teilstück
Für 2020 ist für dieses Teilstück eine Verkehrsbelastung von 20.000 Fahrzeugen pro Tag prognostiziert.

## Ausbauplanung

### Bundesverkehrswegeplan 2030
Der erste Referentenentwurf im Rahmen der Aufstellung des BVWP 2030 wurde am 16. März 2016 öffentlich gemacht. An die Veröffentlichung des Referentenentwurfes schloss sich eine sechswöchige Öffentlichkeitsbeteiligung an. Nach Auswertung der eingegangenen Stellungnahmen lag ein überarbeiteter Kabinettsentwurf vor, in dem die Ortsumfahrung bei Mainburg im vordringlichen Bedarf enthalten war. Nach der Ressortabstimmung Ende Juli 2016 hat das Bundeskabinett den Plan am 3. August 2016 beschlossen.

## Trivia
Für LKW bestand nach dem Bundesfernstraßenmautgesetz (BFStrMG) bis 1. Juli 2018 keine LKW-Mautpflicht auf der B 301. Seitdem sind Bundesstraßen allgemein mautpflichtig für LKW ab 7,5 Tonnen.